# Claude Le Prestre
Pour les articles homonymes, voir Le Prestre.
 (mai 2008).
Si vous disposez d'ouvrages ou d'articles de référence ou si vous connaissez des sites web de qualité traitant du thème abordé ici, merci de compléter l'article en donnant les références utiles à sa vérifiabilité et en les liant à la section « Notes et références ».
Claude Le Prestre, né le 26 juillet 1611 et mort le 12 octobre 1694, est un juriste français, président de la cinquième chambre des enquêtes du parlement de Paris.
Il a étudié dans Questions notables du droit les problèmes posés par la succession de Louis X, décédé en 1316 sans descendance mâle, avec une fille soupçonnée de bâtardise, Jeanne de Navarre, et un enfant à naître, le futur Jean Ier.
Il a également publié Succession au Trône et statut de la Couronne, une lettre d’arrêts du parlement relatifs à des problèmes de droit public et notamment les lois fondamentales.